# Adelheid van Bretagne
Adelheid van Bretagne (1200 - 21 november 1221) was hertogin van Bretagne en gravin van Richmond van 1203 tot haar dood in 1221. Zij was een dochter van Gwijde van Thouars en Constance I van Bretagne. Zij oefende zelf maar weinig invloed uit op het bestuur van haar hertogdom dat in de praktijk eerst in handen was van haar vader en daarna van haar echtgenoot Peter van Dreux.

## Biografie
Adelheid van Bretagne (ook wel bekend als Alix van Bretagne of Alix van Thouars) was hertogin van Bretagne en gravin van Richmond. Ze was de dochter van Gwijde van Thouars en Constance I van Bretagne. Haar moeder overleed kort na de geboorte van haar zussen Catherine en Margaret.
Adelheids oudere halfbroer, hertog Arthur I van Bretagne en halfzuster Eleonora van Bretagne waren kinderen uit het eerdere huwelijk van Constance met Godfried Plantagenet, hertog van Bretagne en zoon van koning Hendrik II van Engeland. Na de dood van koning Richard I van Engeland ontstond er een strijd om de Engelse kroon tussen Adelheids halfbroer Arthur en koning Jan van Engeland. Bij de slag bij Mireabeau in 1202 werden Arthur en Eleonora gevangengenomen. Arthur is daarna verdwenen en Eleonora werd gevangen gezet.
Na de (vermoedelijke) dood van Arthur I erkenden de Bretonse baronnen Adelheid als hertogin van Bretagne. Ze kozen haar boven haar oudere halfzuster Eleonora omdat men vreesde dat koning Jan van Engeland zich zou opwerpen als regent voor zijn gevangene Eleonora, en Bretagne voor zichzelf zou opeisen. Adelheids vader Gwijde van Thouars werd regent over Bretagne tot 1206, toen koning Filips II van Frankrijk zichzelf benoemde tot regent in naam van Adelheid. Filips II verbrak de verloving tussen Adelheid en de Bretonse prins Hendrik van Penthièvre en schoof zijn eigen neef Peter van Dreux naar voren als voorgenomen echtgenoot.
Peter en Adelheid trouwden in 1213 en Peter erkende de Franse koning als zijn leenheer. Uit het huwelijk werden drie kinderen geboren:
- Jan I (1217/18-1286)
- Yolande (1218-1272), gehuwd met Hugo XI van Lusignan
- Arthur (1220- circa 1224).[3]

Adelheid stierf in 1221 in het kraambed. Zij heeft zelf weinig tot geen invloed uitgeoefend op het bestuur van haar hertogdom. Zij werd opgevolgd door haar zoon Jan I. Peter van Dreux bleef in de praktijk tot 1237 als regent de heerschappij over Bretagne uitoefenen.

## Voorouders
| Voorouders van Adelheid van Bretagne (1200-1221) | Voorouders van Adelheid van Bretagne (1200-1221)                     | Voorouders van Adelheid van Bretagne (1200-1221)                     | Voorouders van Adelheid van Bretagne (1200-1221)                     | Voorouders van Adelheid van Bretagne (1200-1221)                     | Voorouders van Adelheid van Bretagne (1200-1221)                            | Voorouders van Adelheid van Bretagne (1200-1221)                            | Voorouders van Adelheid van Bretagne (1200-1221)                            | Voorouders van Adelheid van Bretagne (1200-1221)                            |
| ------------------------------------------------ | -------------------------------------------------------------------- | -------------------------------------------------------------------- | -------------------------------------------------------------------- | -------------------------------------------------------------------- | --------------------------------------------------------------------------- | --------------------------------------------------------------------------- | --------------------------------------------------------------------------- | --------------------------------------------------------------------------- |
| Overgrootouders                                  | Amalrik V van Thouars (1095–1127) ∞ Agnes van Poitou (1103-1157)     | Amalrik V van Thouars (1095–1127) ∞ Agnes van Poitou (1103-1157)     | Hugo VII van Lusignan (1065-1151) ∞ Sarassine van Lezay (-1133)      | Hugo VII van Lusignan (1065-1151) ∞ Sarassine van Lezay (-1133)      | Alan van Richmond (1100-1146) ∞ Bertha van Bretagne (1114-1156)             | Alan van Richmond (1100-1146) ∞ Bertha van Bretagne (1114-1156)             | Hendrik van Schotland (1114-1152) ∞ Ada de Warenne (ca. 1125–1178)          | Hendrik van Schotland (1114-1152) ∞ Ada de Warenne (ca. 1125–1178)          |
| Grootouders                                      | Godfried IV van Thouars (1133-1189) ∞ Aenor van Lusignan (1122-1204) | Godfried IV van Thouars (1133-1189) ∞ Aenor van Lusignan (1122-1204) | Godfried IV van Thouars (1133-1189) ∞ Aenor van Lusignan (1122-1204) | Godfried IV van Thouars (1133-1189) ∞ Aenor van Lusignan (1122-1204) | Conan IV van Bretagne (1138-1171) ∞ Margaretha van Huntingdon (1103 - 1136) | Conan IV van Bretagne (1138-1171) ∞ Margaretha van Huntingdon (1103 - 1136) | Conan IV van Bretagne (1138-1171) ∞ Margaretha van Huntingdon (1103 - 1136) | Conan IV van Bretagne (1138-1171) ∞ Margaretha van Huntingdon (1103 - 1136) |
| Ouders                                           | Gwijde van Thouars (-1213) ∞ Constance van Bretagne (1161-1201)      | Gwijde van Thouars (-1213) ∞ Constance van Bretagne (1161-1201)      | Gwijde van Thouars (-1213) ∞ Constance van Bretagne (1161-1201)      | Gwijde van Thouars (-1213) ∞ Constance van Bretagne (1161-1201)      | Gwijde van Thouars (-1213) ∞ Constance van Bretagne (1161-1201)             | Gwijde van Thouars (-1213) ∞ Constance van Bretagne (1161-1201)             | Gwijde van Thouars (-1213) ∞ Constance van Bretagne (1161-1201)             | Gwijde van Thouars (-1213) ∞ Constance van Bretagne (1161-1201)             |